# Freundschaftsvertrag von Hannover
Bündnisverträge

Preobraschenskoje (1699) • Dresden (1699) • Narva (1704) • Dresden (1709) • Thorn (1709) • Kopenhagen (1709) • Hannover (1710) • Lutsk (1711) • Adrianopel (1713) • Schwedt (1713) • Stettin (1715) • Berlin (1715) • Greifswald (1715)
Friedensverträge

Traventhal (1700) • Warschau (1705) • Altranstädt (1706) • Pruth (1711) • Frederiksborg (1720) • Stockholm (1719) • Stockholm (1720) • Nystad (1721)  • Stockholm (1729)
Kapitulationen

Estland und Livland (1710)
Der Freundschaftsvertrag von Hannover vom 3. Juli 1710 zwischen dem Russischen Zarentum und dem Kurfürstentum Hannover war der erste bindende Vertrag Hannovers mit einem Kriegsteilnehmer der Nordischen Allianz.
Dadurch verließ Hannover seinen Neutralitätskurs und leitete auf diplomatischen Weg seinen 1715 erfolgten Kriegseintritt gegen Schweden im Großen Nordischen Krieg vor.

## Hintergrund
Kurhannover hielt bis zur Kriegswende in Folge der Schlacht bei Poltawa eine strikte Neutralität gegenüber den Kriegsteilnehmern des Großen Nordischen Krieges ein. Schweden geriet in die Defensive und seine Besitzungen in Norddeutschland in akute Gefahr. Hannover hatte seinerseits Interesse an Bremen-Verden und fürchtete, dass sich Dänemark dieses Besitztum aneignen würde. Im Herbst 1709 gab der Hannoversche Hof Russland und seinen Verbündeten zu verstehen, dass es nicht mehr abgeneigt sei in die Nordische Allianz einzutreten. Aus diesem Grund erschien der russische Gesandte Fürst Kurakin am 22. November 1709 in Hannover, um Verhandlungen für einen Freundschaftsvertrag aufzunehmen.
Bevollmächtigte bei den Verhandlungen waren auf russischer Seite: Fürst Boris Iwanowitsch Kurakin, Oberst der Garde und Kammerherr. Für Hannover waren verantwortlich: der Geheime Rat Andreas Gottlieb von Bernstorff, Geheimer Rat und Kammerpräsident Friedrich Wilhelm von Görtz.
Die Unterzeichnung folgte am 3. Juli 1710 in Hannover, russischerseits wurde der Vertrag am 18. Oktober 1710 durch Peter I. ratifiziert.

## Inhalt
Der Vertrag besteht aus acht Artikeln in deutscher Sprache auf sechs Seiten. Die Konvention wurde auf eine Laufzeit von 12 Jahren geschlossen.
- Gegenseitiger Beistand,
- keine Unterstützung von Kriegsgegnern,
- gegenseitige Information,
- diplomatischer Austausch,
- Angebot von Truppenunterstützung,
- Aufrechterhaltung der Neutralität in Norddeutschland (Artikel vier und fünf),
- Aufnahme von Besprechungen für Unterstützungen im Angriffsfall.

## Folgen
Am 14. Juli 1710 folgte der Abschluss eines weiteren Freundschafts- und Defensivbündnisses Hannovers mit Dänemark.
Der Allianzvertrag von Berlin (1715) mit Dänemark am 2. Mai 1715, der Allianzvertrag von Stettin mit Preußen am 30. Mai 1715 und der Allianzvertrag von Greifswald am 28. Oktober 1715 besiegelten den Eintritt Kurhannovers in die Nordische Allianz.